# Kira (Palestyna)
Kira (arab. قِيرة) – nieistniejąca już arabska wieś, która była położona w Dystrykcie Hajfy w Mandacie Palestyny. Wieś została wyludniona i zniszczona podczas wojny domowej w Mandacie Palestyny, po ataku sił żydowskiej Hagany w dniu 1 marca 1948 roku.

## Położenie
Kira leżała w północno-wschodnim krańcu wzgórz Wyżyny Manassesa. Wieś była położona na wysokości 200 metrów n.p.m., w odległości 23 kilometrów na południowy wschód od miasta Hajfa. Według danych z 1945 do wsi należały ziemie o powierzchni 1476,6 ha. We wsi mieszkało wówczas 690 osób.
| Własność gruntów | Powierzchnia gruntów (ha) |
| ---------------- | ------------------------- |
| Arabowie         | 71,1                      |
| Żydzi            | 1326,5                    |
| publiczne        | 79                        |
| Razem            | 1476,6                    |

## Historia

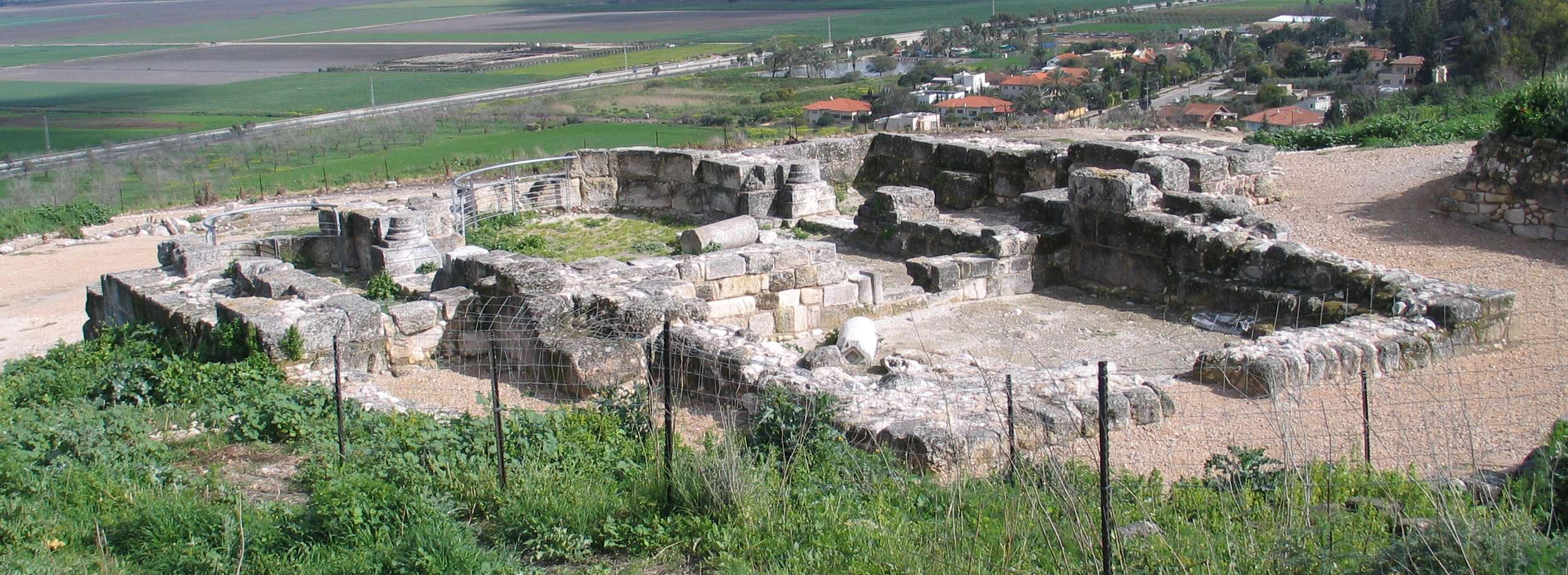
Ruiny zamku krzyżowców na wzgórzu Tell Jokne’am

Pierwotnie w okolicy tej znajdowało się starożytne miasto Jokne’am. Po raz pierwszy pojawiło się ono w XV wieku p.n.e. na liście 119 miast podbitych przez egipskiego faraona Totmesa III po zwycięskiej dla niego bitwie pod Megiddo. Później Jokne’am jest wymieniane w Biblii jako miasto podbite przez Żydów prawdopodobnie w drugiej połowie XIII wieku p.n.e.. Następnie było to miasto lewickie położone na ziemiach żydowskiego pokolenia Zabulona. W okresie panowania rzymskiego miasto było nazywane Cimona. Gdy w 637 roku Palestyna przeszła pod panowanie arabskie istniała tutaj już tylko niewielka wieś Kira. W okresie panowania krzyżowców była nazywana Kain Mons. Wynikało to z legendy, według której w miejscu tym Kain zamordował Abla. W okresie panowania Brytyjczyków Kira była średniej wielkości wsią, której mieszkańcy utrzymywali się z upraw zbóż. W latach 30. XX wieku okoliczną ziemię zaczęły wykupywać żydowskie organizacje syjonistyczne. Dzięki temu w 1935 roku powstała sąsiednia moszawa Jokne’am. Od samego początku jej istnienia, stosunki z żydowskimi sąsiadami układały się źle. W kolejnych latach doszło do kilku poważnych arabskich napaści na moszawę.

Przyjęta 29 listopada 1947 roku Rezolucja Zgromadzenia Ogólnego ONZ nr 181 przyznała te tereny państwu żydowskiemu. Podczas wojny domowej w Mandacie Palestyny, w dniu 1 marca 1948 roku siły Hagany zajęły wieś Kira i wysiedliły jej mieszkańców. Następnie wyburzono jej domy.

## Miejsce obecnie
Teren wioski Kira pozostaje opuszczony, jednak jej pola zajęło utworzone w 1950 roku miasto Jokne’am oraz położona bardziej na północy moszawa Jokne’am. Palestyński historyk Walid Chalidi, tak opisał pozostałości wioski: „Wśród krzewów i drzew sosnowych posadzonych na terenie wsi, widać gruz domów wiejskich. Teren wokół został przekształcony w izraelski park”.